# (11823) Christen
(11823) Christen – planetoida z grupy pasa głównego asteroid okrążająca Słońce w ciągu 3 lat i 238 w średniej odległości 2,37 j.a. Została odkryta 2 listopada 1981 roku przez Briana Skiffa. Przed nadaniem nazwy planetoida nosiła oznaczenie tymczasowe (11823) 1981 VF.